# Aeropuerto Internacional de Providenciales
El Aeropuerto Internacional de Providenciales, situado en la isla de Providenciales, es el principal aeropuerto internacional de las Islas Turcas y Caicos, un territorio británico de ultramar. Actualmente, hay más de 12,000 operaciones de aeronaves al año.

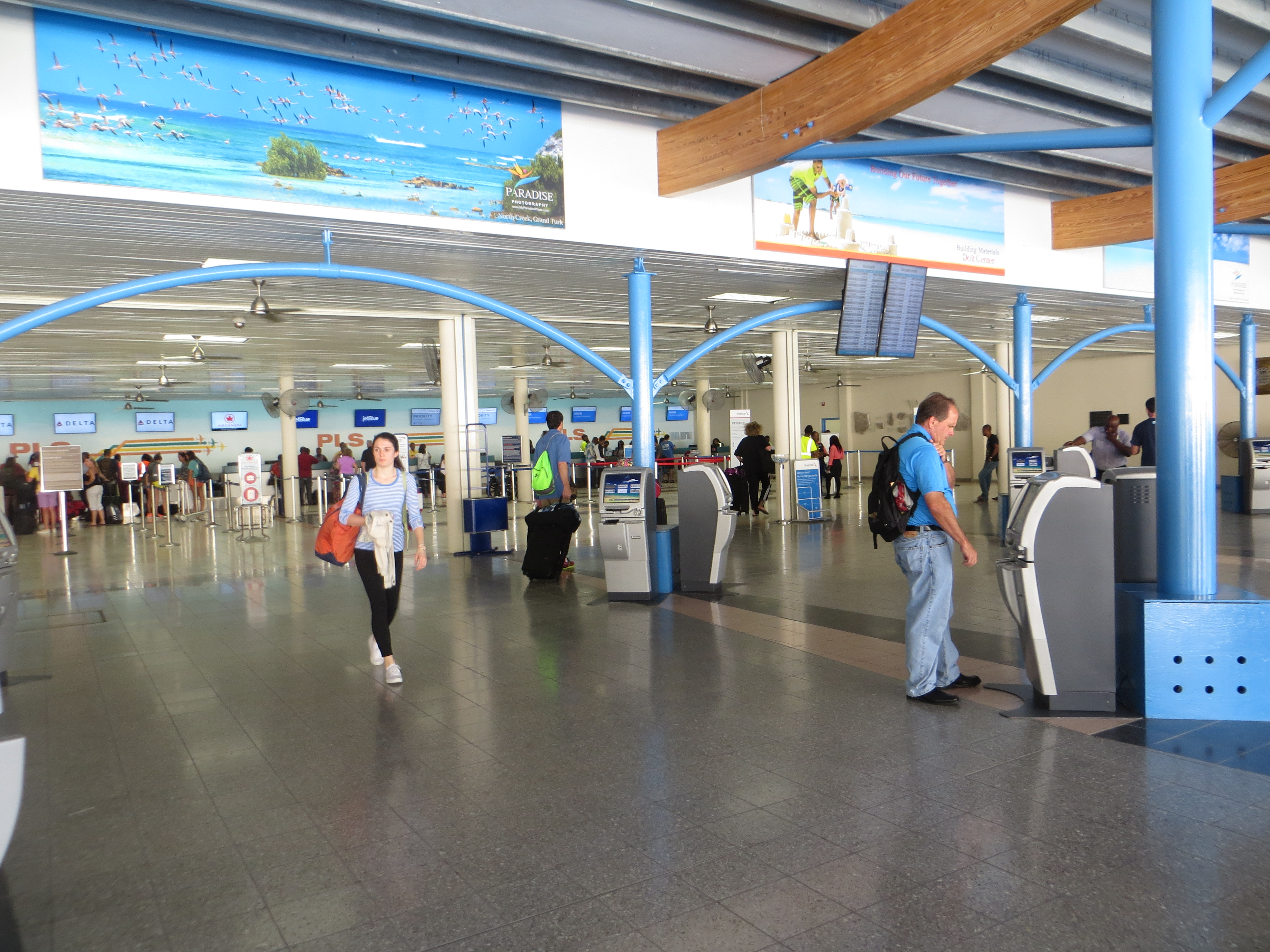
Área de facturación

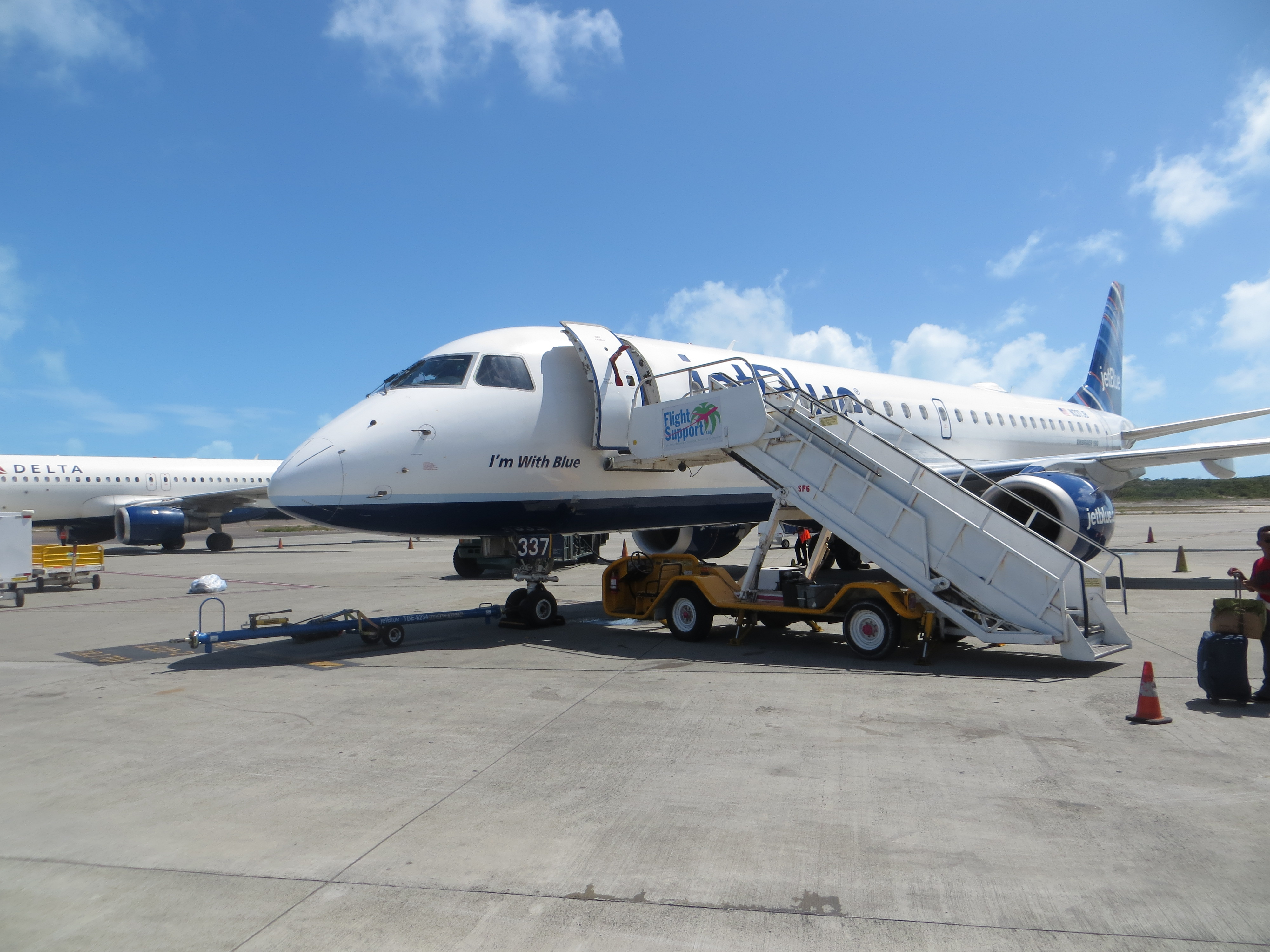
Un Embraer 190 de JetBlue Airways en la rampa

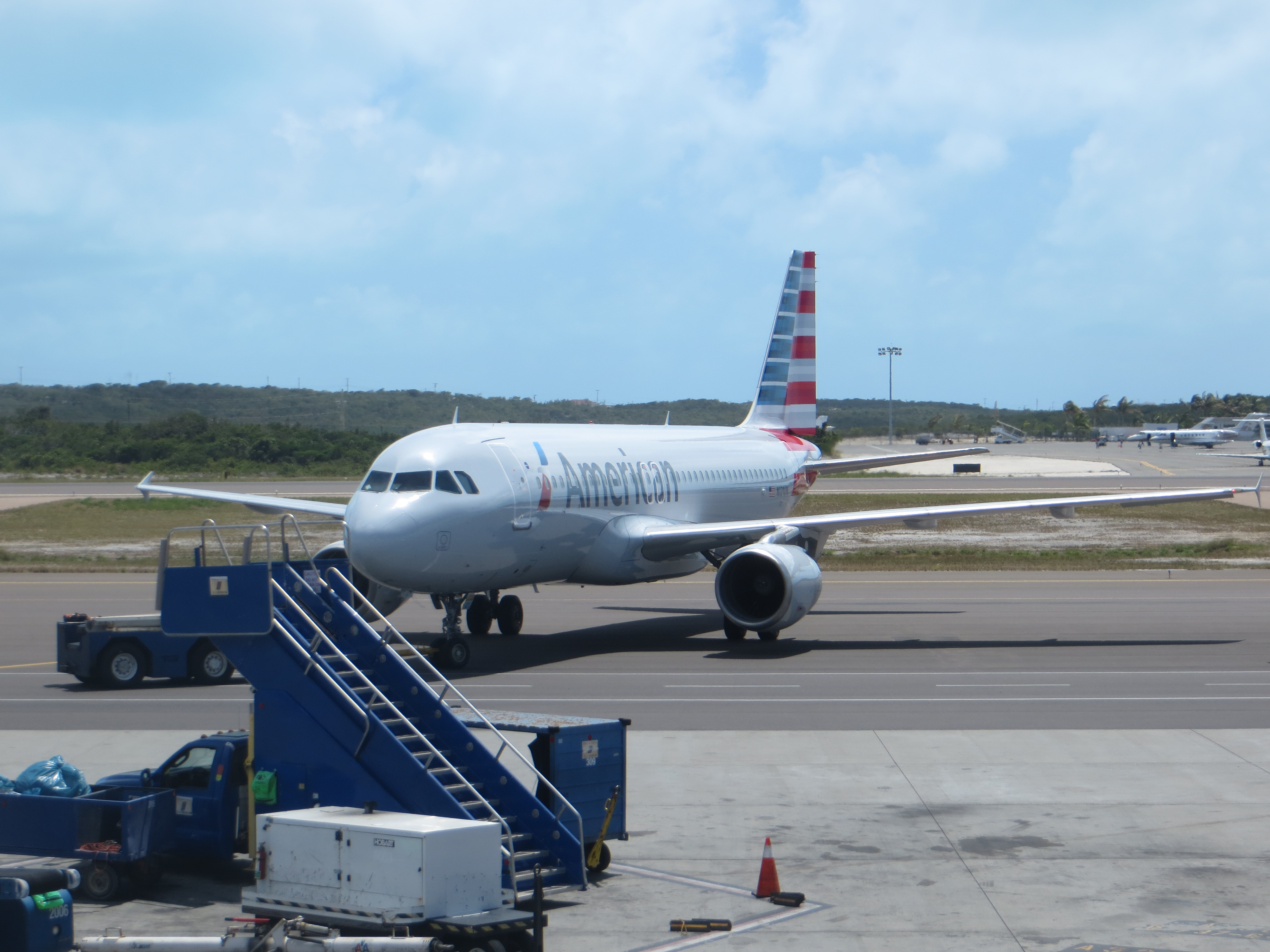
Un Airbus A320 de American Airlines saliendo para Charlotte

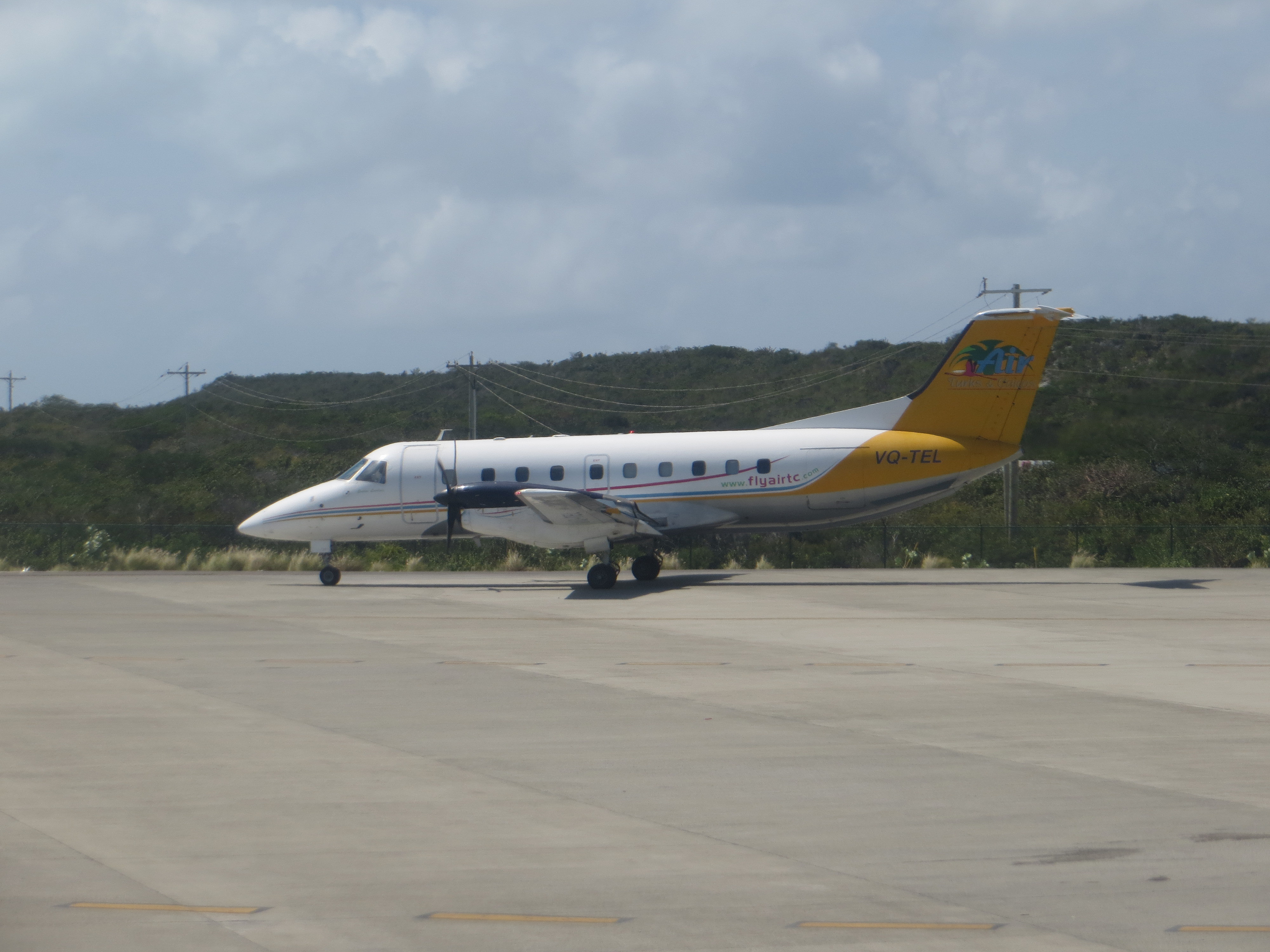
Un Embraer 120 de InterCaribbean Airways, cuya principal base es Providenciales

## Aerolíneas y destinos
| Ciudades por países        | Nombre del aeropuerto                           | Aerolíneas                                                                                   |           |           |           |
| El Caribe                  | El Caribe                                       | El Caribe                                                                                    | El Caribe | El Caribe | El Caribe |
| -------------------------- | ----------------------------------------------- | -------------------------------------------------------------------------------------------- | --------- | --------- | --------- |
| Antigua y Barbuda          |                                                 |                                                                                              |           |           |           |
| Antigua                    | Aeropuerto Internacional V. C. Bird             | British Airways                                                                              |           |           |           |
| Bahamas                    |                                                 |                                                                                              |           |           |           |
| Nassau                     | Aeropuerto Internacional Lynden Pindling        | InterCaribbean Airways                                                                       |           |           |           |
| Cuba                       |                                                 |                                                                                              |           |           |           |
| Santiago de Cuba           | Aeropuerto Internacional de Santiago de Cuba    | InterCaribbean Airways                                                                       |           |           |           |
| Haití                      |                                                 |                                                                                              |           |           |           |
| Cabo Haitiano              | Aeropuerto Internacional de Cabo Haitiano       | Caicos Express Airways / InterCaribbean Airways                                              |           |           |           |
| Port-au-Prince             | Aeropuerto Internacional Toussaint Louverture   | InterCaribbean Airways                                                                       |           |           |           |
| Islas Turcas y Caicos      |                                                 |                                                                                              |           |           |           |
| Caicos del Sur             | Aeropuerto de Caicos del Sur                    | InterCaribbean Airways                                                                       |           |           |           |
| Cayo Sal                   | Aeropuerto de Cayo Sal                          | Caicos Express Airways                                                                       |           |           |           |
| Isla Gran Turca            | Aeropuerto Internacional JAGS McCartney         | Caicos Express Airways / InterCaribbean Airways                                              |           |           |           |
| Jamaica                    |                                                 |                                                                                              |           |           |           |
| Kingston                   | Aeropuerto Internacional Norman Manley          | InterCaribbean Airways                                                                       |           |           |           |
| Puerto Rico                |                                                 |                                                                                              |           |           |           |
| San Juan                   | Aeropuerto Internacional Luis Muñoz Marín       | InterCaribbean Airways                                                                       |           |           |           |
| República Dominicana       |                                                 |                                                                                              |           |           |           |
| Puerto Plata               | Aeropuerto Internacional Gregorio Luperón       | InterCaribbean Airways                                                                       |           |           |           |
| Santiago de los Caballeros | Aeropuerto Internacional del Cibao              | InterCaribbean Airways                                                                       |           |           |           |
| Santo Domingo              | Aeropuerto Internacional Las Américas           | InterCaribbean Airways                                                                       |           |           |           |
| América del Sur            |                                                 |                                                                                              |           |           |           |
| Brasil                     |                                                 |                                                                                              |           |           |           |
| Recife                     | Aeropuerto Internacional de Guararapes          | British Airways, Gol Linhas Aéreas                                                           |           |           |           |
| Europa                     |                                                 |                                                                                              |           |           |           |
| Reino Unido                |                                                 |                                                                                              |           |           |           |
| Londres                    | Aeropuerto de Londres-Gatwick                   | British Airways                                                                              |           |           |           |
| Norteamérica               |                                                 |                                                                                              |           |           |           |
| Canadá                     |                                                 |                                                                                              |           |           |           |
| Montreal                   | Aeropuerto Internacional Pierre Elliott Trudeau | Air Canada rouge (estacional) / WestJet (estacional)                                         |           |           |           |
| Ottawa                     | Aeropuerto Internacional de Ottawa              | Air Canada (estacional)                                                                      |           |           |           |
| Toronto                    | Aeropuerto Internacional Toronto Pearson        | Air Canada / WestJet                                                                         |           |           |           |
| Estados Unidos             |                                                 |                                                                                              |           |           |           |
| Atlanta                    | Aeropuerto Internacional Hartsfield-Jackson     | Delta Air Lines                                                                              |           |           |           |
| Boston                     | Aeropuerto Internacional Logan                  | American Airlines (estacional) / Delta Air Lines (estacional) / JetBlue Airways (estacional) |           |           |           |
| Charlotte                  | Aeropuerto Internacional de Charlotte-Douglas   | American Airlines                                                                            |           |           |           |
| Chicago                    | Aeropuerto Internacional O'Hare                 | American Airlines (estacional) / United Airlines (estacional)                                |           |           |           |
| Dallas-Fort Worth          | Aeropuerto Internacional de Dallas-Fort Worth   | American Airlines (estacional)                                                               |           |           |           |
| Filadelfia                 | Aeropuerto Internacional de Filadelfia          | American Airlines (estacional)                                                               |           |           |           |
| Fort Lauderdale            | Aeropuerto Internacional de Fort Lauderdale     | JetBlue Airways                                                                              |           |           |           |
| Orlando                    | Aeropuerto Internacional de Orlando             | Southwest Airlines                                                                           |           |           |           |
| Houston                    | Aeropuerto Intercontinental de Houston          | United Airlines (estacional)                                                                 |           |           |           |
| Miami                      | Aeropuerto Internacional de Miami               | American Airlines / American Eagle                                                           |           |           |           |
| Newark                     | Aeropuerto Internacional Libertad de Newark     | United Airlines                                                                              |           |           |           |
| Nueva York                 | Aeropuerto Internacional John F. Kennedy        | Delta Air Lines (estacional) / JetBlue Airways                                               |           |           |           |